# Jacopo Filippo Foresti
Jacopo Filippo Foresti o Iacobus Philippus Bergomensis (Solto Collina, 1434 – Bergamo, 15 giugno 1520) è stato un monaco cristiano e letterato italiano.

## Biografia

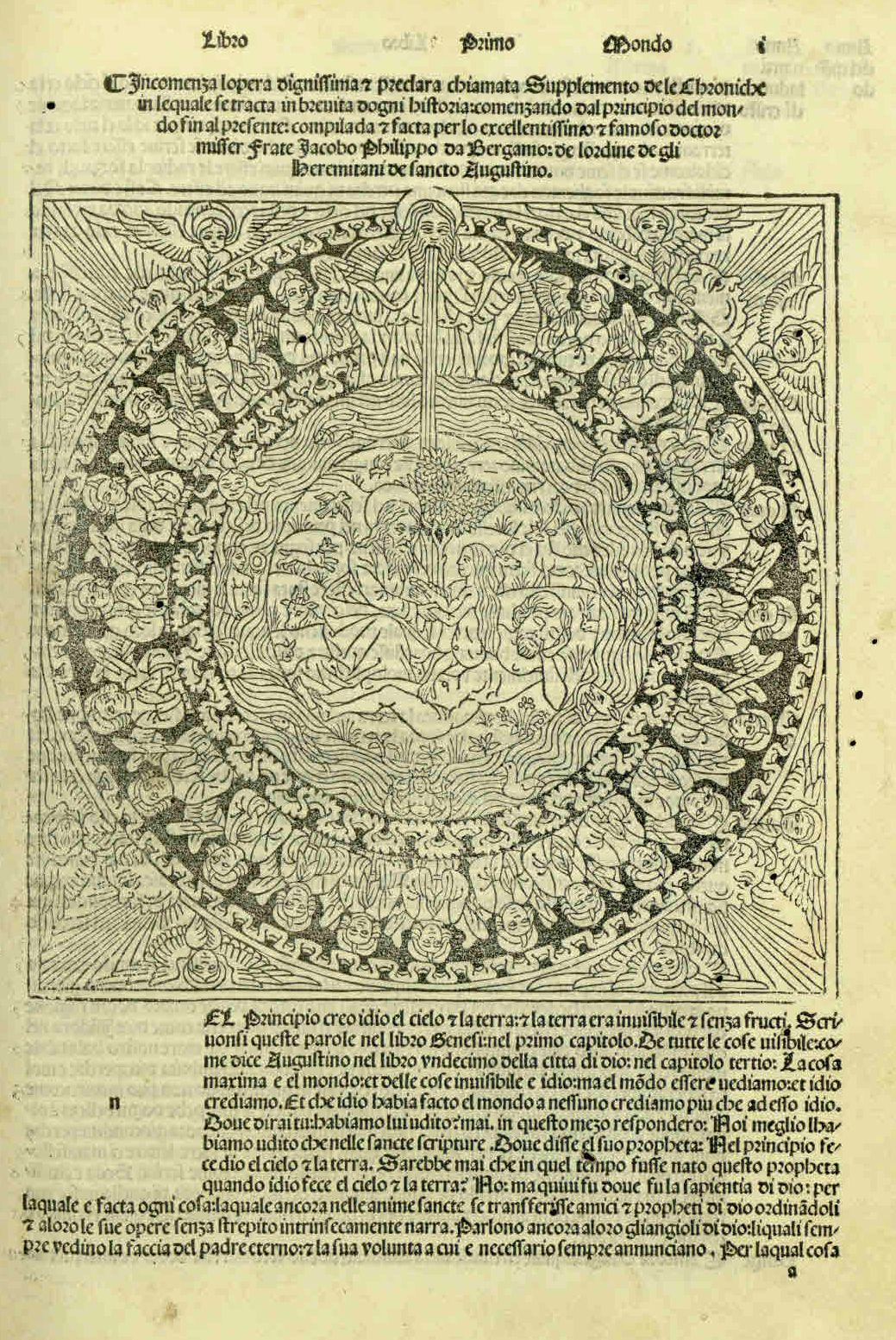
Supplementum chronicarum, 1491

Nato da famiglia nobile, il 1º maggio 1451 divenne monaco eremitano nel convento di sant'Agostino a Bergamo. Era a Brescia nel 1471, quando la città fu investita da un violento terremoto, e anche nel 1478, dove si ammalò di peste, riuscendo a stento a guarire. Intorno al 1491 fu presso gli Este a Ferrara, divenne priore del convento di Imola nel 1494 e di quello di Forlì nel 1496. Nel 1499 tornò nel convento di Bergamo, dove morì nel 1520.
Sempre interessato alle lettere e alla storia, nel 1483 l'editore veneziano Bernardino Benali pubblicò i quindici libri del suo Supplementum chronicarum, una cronologia ordinata per anni dei fatti storici notevoli che, oltre a una contemporanea traduzione in volgare, ebbe diverse edizioni e in quella del 1503, stampata a Venezia da Albertino Lissona, fu aumentata di un libro per aggiornarla fino all'anno 1499, prendendo il titolo di Novissimae historiarum omnium repercussiones, quae Supplementum Supplementi chronicarum nuncupantur. Nell'edizione parigina del 1535 fu aggiornata da altri autori con i fatti accaduti a partire dal 1500.
Opera di compilazione, le sue fonti principali sono la Genealogia deorum del Boccaccio, le Vitae pontificum del Platina e il Chronicon di Antonino Pierozzi. D'altra parte, il Supplementum fu tenuto presente da Hartmann Schedel nel suo Liber chronicarum del 1493 e da Marco Antonio Sabellico nelle sue Enneadi del 1504. Fu tradotto in spagnolo da Narcís Viñoles con il titolo di Suma de todas las crónicas del mundo e pubblicato a Valencia nel 1510 dallo stampatore Jorge Costilla.
Anche le sue biografie De plurimis claris selectisque mulieribus, apparse a Ferrara nel 1497 e dedicate a Beatrice d'Aragona, regina d'Ungheria, sono tratte in gran parte dalle De mulieribus claris del Boccaccio, mentre meno chiaro è se la contemporanea Gynevera de le clare donne di Giovanni Sabadino degli Arienti derivi dall'opera del Foresti o questa da quella. Il De plurimis fu stampato anche in Francia e fu tenuto presente dal vescovo Antoine Dufour nelle sue Les vies des femmes célèbres e da Jean Dagoneau ne La rose des nymphes illustres.

## Opere

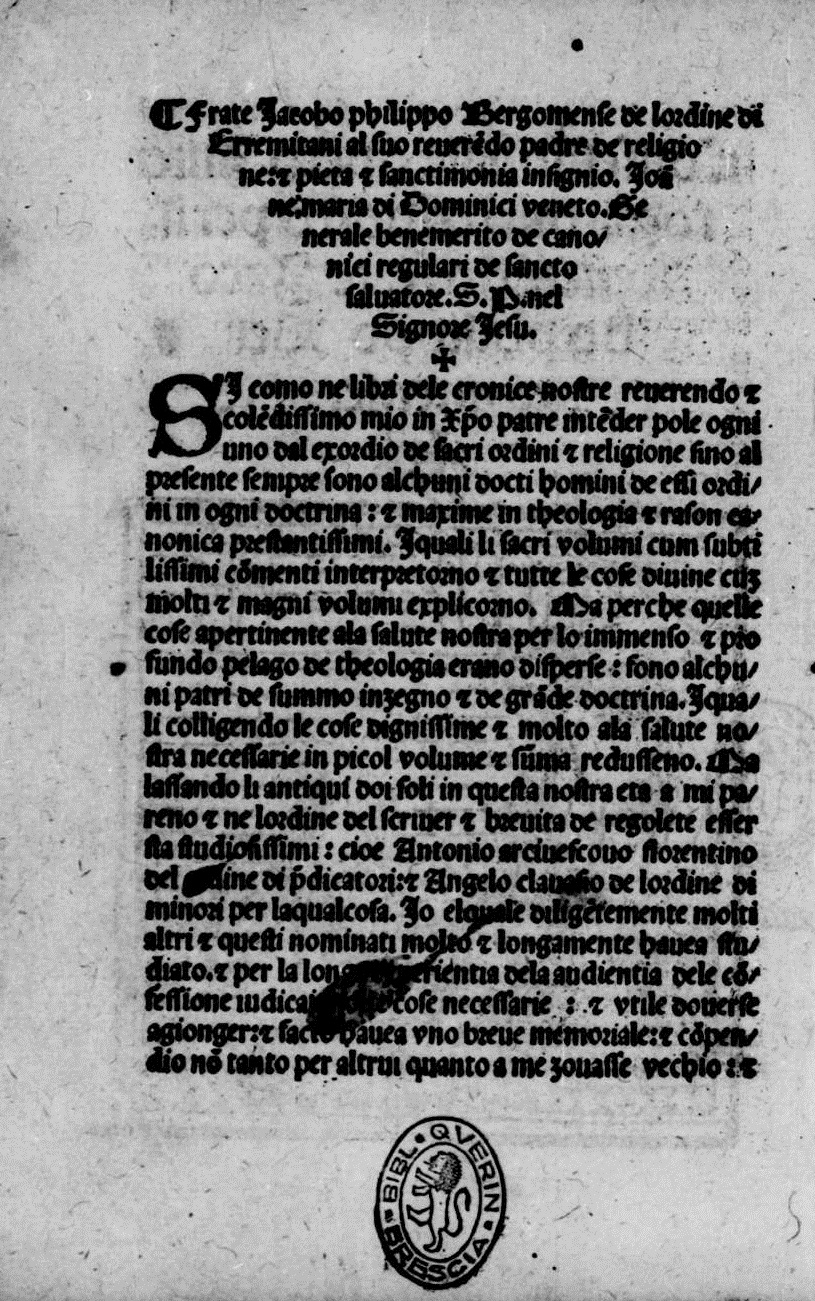
Confessionale seu interrogatorium, 1520

- Supplementum chronicarum, Venezia, Bernardino Benali, 1483.
- Supplementum chronicarum, Venezia, Bernardino Rizzo, 1491.
- De plurimis claris selectisque mulieribus, Ferrara, Albertus de Placentia, 1497.
- De plurimis claris selectisque mulieribus, Ferrara, Lorenzo de Rubeis, 1510.
- Suma de todas las Cronicas del mundo llamado en latin suplementum cronicarum, Valencia, Gorge Costilla, 1510.
- Confessionale seu interrogatorium, Venezia, Alessandro Bindoni, 1520.